# Нові імена (альбом)
Нові імена — другий студійний альбом українського гурту 5 Vymir, представлений 12 квітня 2017.

## Про альбом
Робота над платівкою тривала протягом літа-осені 2016 року, а на сам запис музиканти витратили лише добу. Саунд-продюсером став Петро Чернявський, який раніше працював з такими гуртами як Океан Ельзи та Zemfira, мастерингом займався Сергій Заболотний. Як зазначили учасники гурту:
|  | Останнім часом у нас не так часто виходило усім разом збиратись на репетиції, а результат від них був трохи не тим. Саме тому ми вирішили орендувати на тиждень заміський будинок та переїхати у нього повним складом. Тут ми змогли максимально детально та зосереджено попрацювати над аранжуванням треків, адже нас абсолютно нічого не відволікало від роботи. Так, це була невеличка авантюра, але вона себе виправдала. Завдяки ній у наших піснях з’явилося більше простору, під них тепер навіть можна танцювати |

Напередодні випуску платівку гурт представив музичне відео на композицію «Нові Імена», участь у зйомках якого взяли представники нової української незалежної музичної сцени: SINOPTIK, Stoned Jesus, Sasha Boole, Grisly Faye, Andzh, Zapaska, Cardiomachine. Вадік Лазарєв, вокаліст та клавішник гурту, розвинув концепцію цього відео у дизайні обкладинки обладинки. Як зазначив Костянтин Почтар:
|  | Ми розмістили на обкладинці обличчя наших друзів-музикантів, щоб люди, побачивши їх, зайвий раз поцікавилися, що це за люди і чим вони займаються... Ми просто хочемо ділитися хорошою музикою з іншими. |

## Список композицій
| #     | Назва             | Тривалість |
| ----- | ----------------- | ---------- |
| 1.    | «Мінімум»         | 3:46       |
| 2.    | «23»              | 4:14       |
| 3.    | «Нові імена»      | 4:57       |
| 4.    | «Чуєш»            | 3:59       |
| 5.    | «Ламай»           | 3:59       |
| 6.    | «Світ»            | 3:43       |
| 7.    | «Шукаю День»      | 3:43       |
| 8.    | «Холод у Волоссі» | 4:45       |
| 9.    | «Фестиваль»       | 3:57       |
| 10.   | «Вічність»        | 4:56       |
| 42:04 |                   |            |